# Ricardo Montez
Ricardo Montez (właśc. Levy Isaac Attias, ur. 20 września 1923 w Gibraltarze, zm. 26 października 2010 w Marbelli) – gibraltarski aktor filmowy i telewizyjny, popularny głównie jako aktor charakterystyczny wyspecjalizowany w rolach ludzi różnych narodowości z basenu Morza Śródziemnego.

## Życiorys
Montez dość późno rozpoczął karierę artystyczną – będąc już czterdziestolatkiem wyjechał z rodzinnego Gibraltaru i postanowił zostać aktorem w Londynie. Ze względu na swoje warunki fizyczne (był brunetem o ciemnej karnacji i typowo śródziemnomorskiej urodzie) dość szybko stał się cenionym epizodystą, grającym postacie Hiszpanów, Meksykanów, Greków, a nawet Arabów. Występował m.in. w serialach Rewolwer i melonik, Święty czy Auf Wiedersehen, Pet. Największą rozpoznawalność przyniósł mu jednak serial Mind Your Language (1977-1979), gdzie znalazł się w stałej obsadzie jako Juan, niezwykle sympatyczny, lecz pozbawiony talentu językowego hiszpański barman, uczący się angielskiego na wieczorowym kursie dla cudzoziemców.
Pojawiał się także w filmach, m.in. w Are You Being Served?. Jego ostatnią rolą była postać Stannosa, starego Greka w filmie Mamma Mia!. Podczas realizowanych w Grecji zdjęć do tej produkcji jego filmowi partnerzy – Meryl Streep, Pierce Brosnan i Colin Firth – zorganizowali dla niego przyjęcie-niespodziankę z okazji jego 85. urodzin. Zmarł w październiku 2010 w wieku 87 lat.